# Agave ovatifolia
Espèce
Classification phylogénétique
Agave ovatifolia est une espèce de petites Agaves. Elle fait partie de la famille des Agavaceae.
Elle est parfois appelée langue de baleine (Whale's Tongue)